# Quickoffice
Quickoffice era una aplicación freeware de ofimática para teléfonos inteligentes, capaz de visualizar y editar documentos de texto, presentaciones y hojas de cálculo. Quickoffice fue adquirida en 2012 por Google, siendo relanzada como una aplicación gratuita en septiembre de 2013. En junio de 2014 se anunció que sus funciones se integrarían completamente en las aplicaciones de Google Drive y se retiraría la aplicación. 

## Características
Quickoffice permitía a los usuarios visualizar y crear documentos de texto, presentaciones, así como hojas de cálculo. Contiene un procesador de texto (Quickword), un editor de presentaciones (Quickpoint) y un editor de hojas de cálculo (Quicksheet). Estos programas son compatibles con los formatos de Microsoft Office, pero no con el estándar de OpenDocument.

## Disponibilidad
Quickoffice se encontraba disponible mediante descarga gratuita para los sistemas operativos móviles Android y iOS, a través de las tiendas de aplicaciones Google Play y App Store respectivamente, así como también para Google Chrome.

## Google adquiere Quickoffice
El 5 de junio de 2012, Google anunció en su blog oficial que había adquirido a Quickoffice, sin dar a conocer los detalles de la transacción. El cofundador y CEO de Quickoffice Alan Masarek comentó al respecto:

## Google cierra Quickoffice, y lo sustituye por Drive
El 25 de junio de 2014, Google anunció en su blog oficial la eliminación de la aplicación de Quickoffice, y dejaba de dar soporte a la misma. El motivo que argumentado es que la aplicación Drive incorpora todas estas funciones así evitará  duplicidad de aplicaciones en las distintas tiendas de aplicaciones que realicen la misma función.

«Combinando la magia de las soluciones intuitivas de Google con el poder de los productos de Quickoffice, nuestra visión compartida para cualquier momento y lugar de la productividad sólo puede crecer»

Sustituyen a Documentos, Hojas de cálculo y Presentaciones de Google